# Cathédrale Saint-Louis de Saint-Louis-du-Sénégal
Pour les articles homonymes, voir Saint-Louis et Cathédrale Saint-Louis.

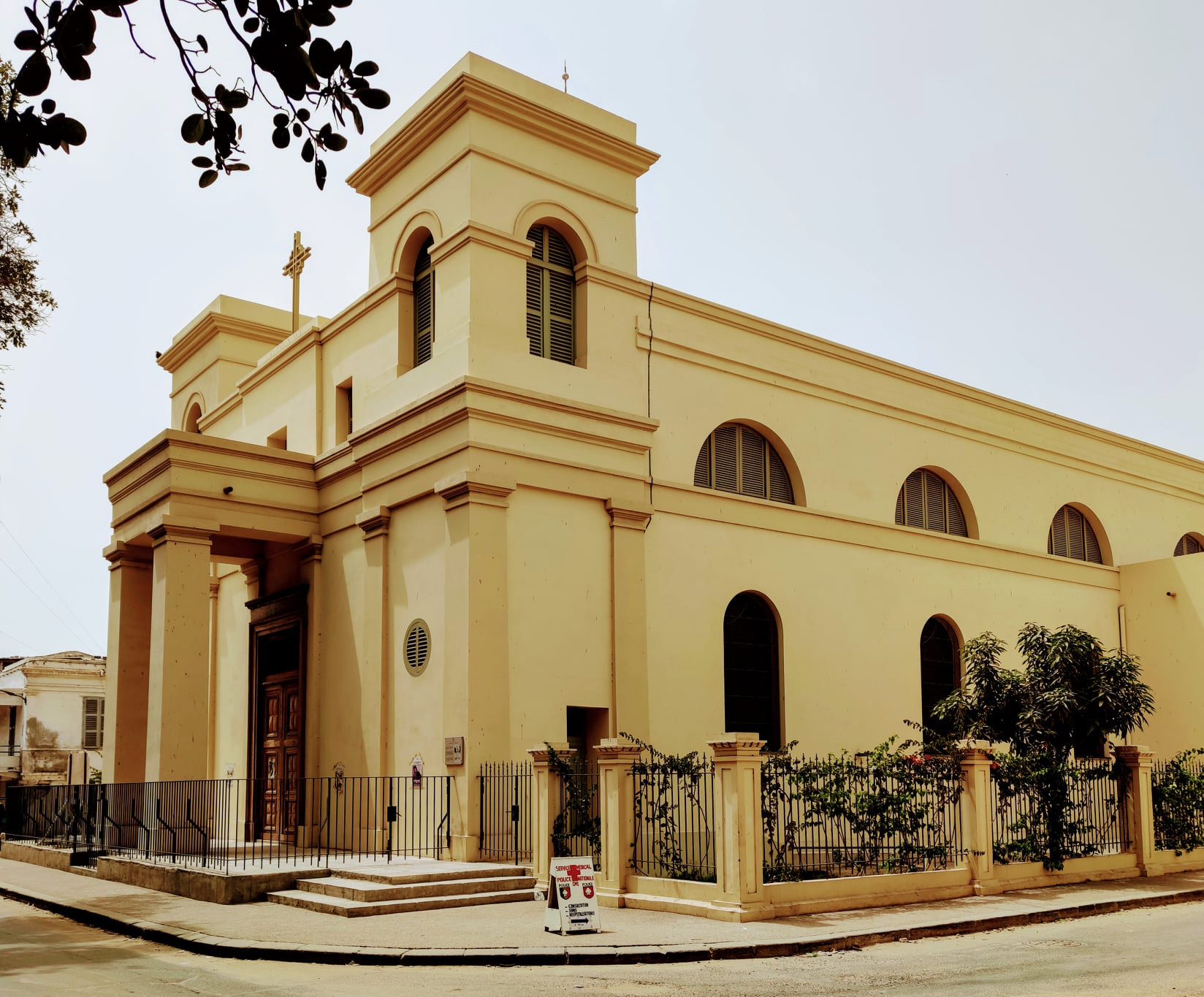
La cathédrale de Saint-Louis.

La cathédrale Saint-Louis de Saint-Louis-du-Sénégal est une cathédrale du XIXe siècle située sur la place d'armes, dans le quartier sud de l'île Saint-Louis au Sénégal.
C'est la plus ancienne église d'Afrique de l'Ouest.
Fermée au public depuis 2005, elle a fait l'objet d'importants travaux de restauration à partir de 2018, financés par l’État français au travers de l'Agence française de développement. Les travaux achevés, elle rouvre ses portes fin 2020.

## Histoire

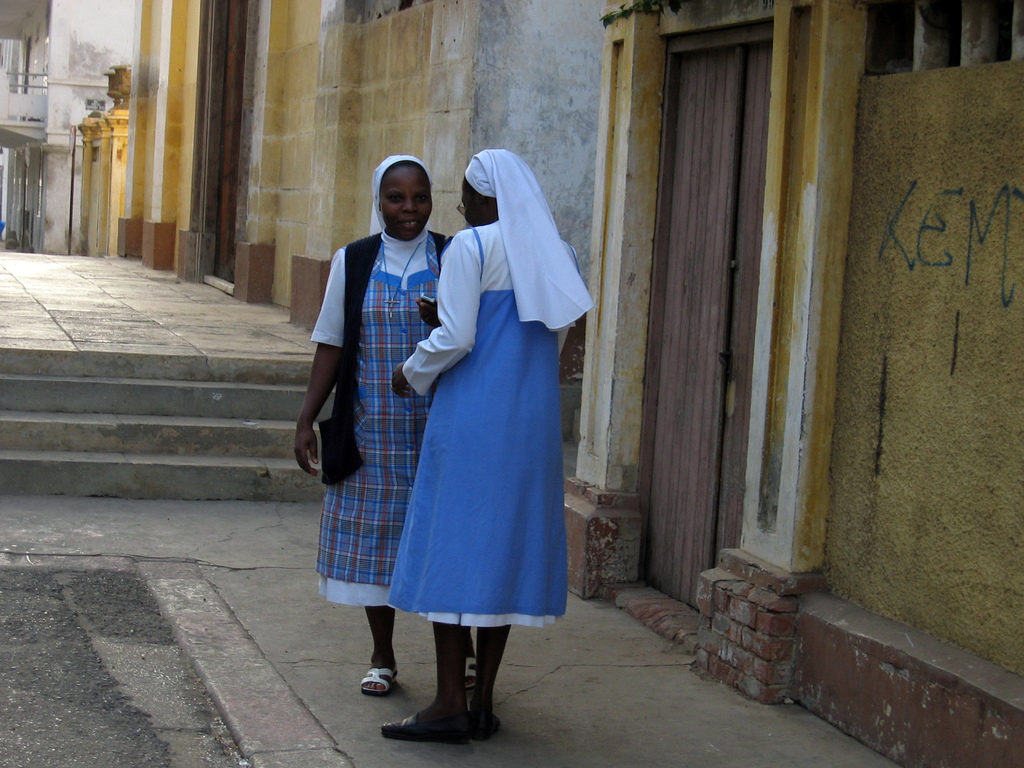
Deux religieuses aux abords de la cathédrale de Saint-Louis en 2007.

Longtemps les chrétiens de Saint-Louis ne disposaient pas d'une véritable église. Ils se réunissaient en divers lieux, dans l'enceinte du fort, à l'intérieur de l'hôpital militaire, voire dans des maisons particulières, par exemple la demeure de Jean Thévenot, qui fut le maire de la ville de 1765 à 1778. L'occupant anglais interdit même la présence de prêtres et toute manifestation religieuse.
La reprise de la colonie par les Français en janvier 1817 modifie la donne. Lors de son arrivée dans l'île en 1822, la mère Anne-Marie Javouhey, fondatrice de l'ordre des Sœurs de Saint-Joseph de Cluny, réclame la construction d'une véritable église. Elle est soutenue par le commandant et administrateur, le baron Roger, qui pose la première pierre le 11 février 1827. La pierre est bénie par l'abbé Girardon, préfet apostolique. L'édifice est ouvert aux fidèles l'année suivante, puis consacré le 4 novembre 1828. À Gorée, l'église Saint-Charles-Borromée sera achevée à son tour en 1830.

## Architecture

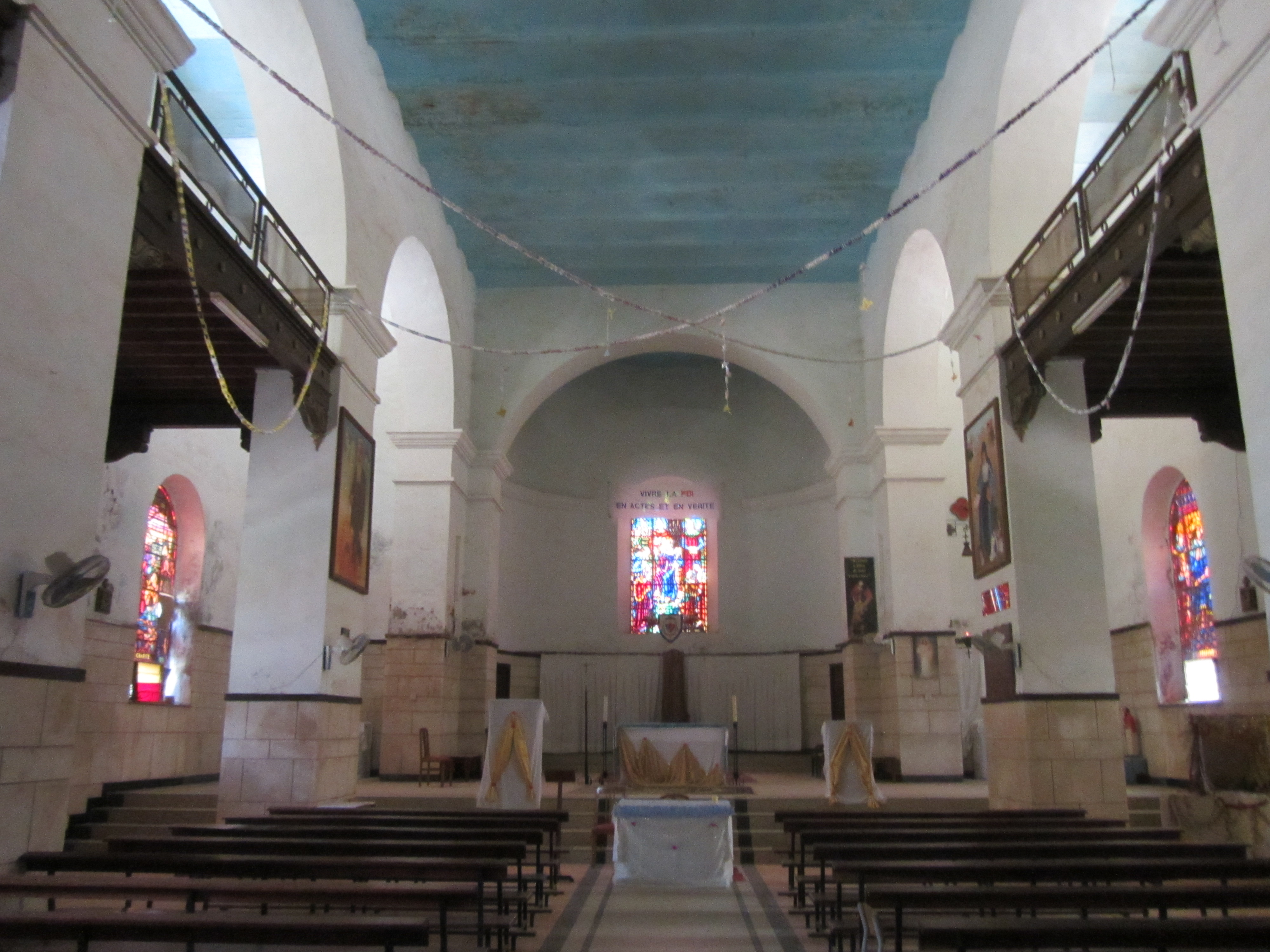
Nef de la cathédrale.

Son plan rappelle (dans des proportions plus réduites) les églises construites à cette époque en France : trois nefs avec un transept. Des tribunes fermées de balustrades métalliques surplombent les bas-côtés.
Sa façade néo-classique avec ses deux tours carrées lui donnent une certaine monumentalité. La statue du roi de France trône sur le portique d'entrée.
Comme le reste de l'île, la cathédrale figure depuis 2000 sur la liste du patrimoine mondial de l'UNESCO, mais l'érosion, les oiseaux et le manque de moyens ont eu raison de sa sobre élégance et ses piliers géants seraient aujourd'hui atteints d'une « arthrose architecturale irréversible ».